# Mani insanguinate
Mani insanguinate (Sierra Passage) è un film del 1950 diretto da Frank McDonald.
È un film western statunitense con Wayne Morris, Lola Albright e Lloyd Corrigan.

## Produzione
Il film, diretto da Frank McDonald su una sceneggiatura di Thomas W. Blackburn e Samuel Roeca e un soggetto di Warren Douglas, fu prodotto da Lindsley Parsons per la Monogram Pictures e girato in California dal 9 ottobre al 28 ottobre 1950. Il titolo di lavorazione fu  Trail Dust.

## Distribuzione
Il film fu distribuito con il titolo Sierra Passage negli Stati Uniti dal 31 dicembre 1950 al cinema dalla Monogram Pictures.
Altre distribuzioni:
- in Germania Ovest nel dicembre del 1955 (Cowboyrache in Oklahoma)
- in Italia (Mani insanguinate)
- in Francia (Traqué dans la Sierra)

## Promozione
Le tagline sono:
- The strange, savage manhunt of "Silent" Johnny Yorke
- Ruthless manhunt...from the lawless plains to the wild Sierras!